# 凶気の桜
『凶気の桜』（きょうきのさくら）は、ヒキタクニオ著作の小説（新潮社）、およびそれを原作として2002年に公開された日本映画。右翼グループに参加し、国粋思想に傾倒していく青年、渋谷で暗躍する暴力団、右翼団体の暗部などを描いた社会派作品である。
なお、作中に登場する消し屋（殺し屋）はヒキタ作品に主役として再登場し、本作の後日譚として『消し屋A』、『遠くて浅い海』が書かれている。また、『鳶がクルリと』では重要な登場人物である兵頭が闇社会に入るきっかけが描かれている。

## あらすじ
東京の渋谷生まれ、渋谷育ちの主人公、山口進（窪塚洋介）は、戦後から長らく続く日本の歪んでしまった愛国心、多種多様化した人々の価値観、倫理観などを強く問題視している。小菅（須藤元気）、市川（RIKIYA）と共に、「ネオ・トージョー」という名のナショナリストとして「暴力こそ正義」という信念で社会を浄化すべく活動している。
活動の最中、右翼系暴力団青修同盟の青田会長（原田芳雄）に目をつけられ気に入られるが、ある事をきっかけにあらゆる思惑がうごめく抗争に巻き込まれていく。

## キャスト
- 山口進（ネオトージョー）：窪塚洋介
- 市川勝也（ネオトージョー）：RIKIYA
- 小菅信也（ネオトージョー、後に青修連合）：須藤元気
- 青田修三（青修連合会長）：原田芳雄
- “消し屋”三郎：江口洋介
- 遠山景子（女子高生）：高橋マリ子
- 兵頭秀次（青修連合若頭）：本田博太郎
- 小西明良（小西組組長）：成瀬正孝
- 浅井彦六（テーラー店主）：峰岸徹
- 近藤昭平（小西組幹部）：菅田俊
- 湯浅光成（青修連合若中）：緋田康人
- 藤原宏（古書店店主）：麿赤兒
- 青田小夜子（青田会長妻）：速水典子
- 木村玉緒（山口のご近所さん）：山口美也子
- 石原隆夫：梅田凡乃
- 水野友和：城尚輝
- 柴田十郎：稲宮誠
- 今村吉弘：若林淳
- 東山正治：畠山雄一郎
- 青島和己：石田隆三
- 中島奈緒美：井出博美
- 小菅タエ：早水和子
- 石田ミドリ：黒石えりか
- 戸村蘭子：美羅
- 竹井涼子：松尾玲実

## スタッフ
- 監督：薗田賢次
- 製作：黒澤満、早河洋
- 企画：遠藤茂行、木村純一
- プロデューサー：國松達也、福吉健、服部紹男
- 原作：ヒキタクニオ 『凶気の桜』
- 脚本：丸山昇一
- 撮影：仙元誠三
- 照明：井上幸男
- 美術：佐々木尚
- 録音：柴山申広
- 編集：薗田賢次、大畑英亮
- 助監督：隅田靖
- 装飾：佐藤孝之
- スクリプター：廣瀬順子
- 俳優担当：河合啓一
- 製作担当：望月政雄
- B班撮影：境哲也
- STEADICAM：佐光朗
- 衣装（デザイン）：宮本まさ江、佐藤久美、真霜和生
- アクションコーディネーター：二家本辰巳
- 特殊造型：原口智生（中州プロ）
- 音響効果：柴崎憲治
- 音楽：K DUB SHINE
- 音楽プロデューサー：津島玄一、内村央
- 主題歌：キングギドラ 「ジェネレーションネクスト」
- 制作協力：セントラル・アーツ
- 製作：東映、テレビ朝日、東映ビデオ
- 配給：東映

## 備考
- 主題歌の歌詞は、CD付属の歌詞カードその他のメディアで活字にされる際に自主規制がかけられており、実際のヴォーカルと異なっている。

Vocal「血で血を洗う狂った奴ら」→活字「血で血を洗うおかしな奴ら」
Vocal「日本のヤクザ」→活字「日本のギャングスター」
- 山口の名が小説では「登」、映画では「進」となっている。